# Aek Tampang
Aek Tampang is een bestuurslaag in het regentschap Padang Sidempuan van de provincie Noord-Sumatra, Indonesië. Aek Tampang telt 8650 inwoners (volkstelling 2010).